# Mikuláš Nikman
Mikuláš Nikman (9. listopadu 1912 – 21. ledna 1986) byl slovenský a československý politik Strany slobody a poslanec Sněmovny národů Federálního shromáždění za normalizace.

## Biografie
K roku 1971 se profesně uvádí jako vedoucí skladu.
Ve volbách roku 1971 zasedl do slovenské části Sněmovny národů (volební obvod č. 99 – Trenčianske Teplice, Západoslovenský kraj). Ve FS setrval do konce funkčního období, tedy do voleb roku 1976.